# Préhistoire de l'Australie

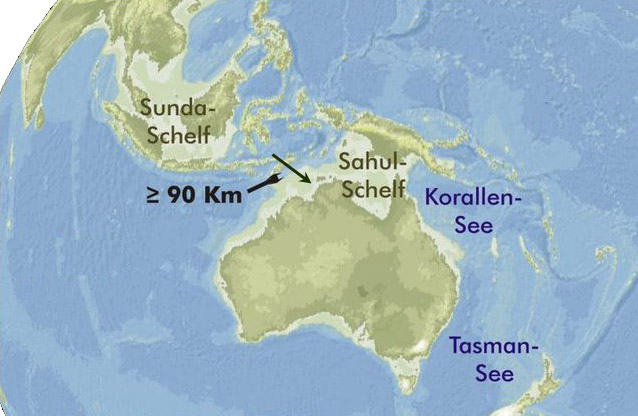
La probable étendue de terre et de mer à lors du dernier maximum glaciaire et lorsque le niveau de la mer était probablement plus de 150 mètres plus bas qu'actuellement.

La préhistoire de l'Australie est la période comprise entre l’arrivée des premiers groupes humains sur le continent, il y a entre 50 000 et 70 000 ans,,, et l’arrivée des premiers explorateurs européens en 1606, qui marque le début de l’histoire de l'Australie. Il est question de préhistoire plutôt que d’histoire dans la mesure où aucune trace écrite n’est disponible concernant les évènements humains advenus durant cette période.

## L’arrivée des premières populations
Sauf précision contraire, les dates de cet article sont sous-entendues « avant l'ère commune » (AEC), c'est-à-dire « avant Jésus-Christ ».
.
Il est généralement admis que les premières populations humaines sont arrivées en Australie entre 70 000 et 50 000 ans. Durant la dernière période glaciaire, le niveau de la mer était beaucoup plus bas qu’aujourd'hui. La côte australienne s'est trouvée au plus proche à 80 km de Timor, et l’Australie et la Nouvelle-Guinée formaient un seul continent, appelé Sahul. Elles étaient reliées par un isthme situé au niveau de la mer d'Arafura, du Golfe de Carpentaria et du détroit de Torres. Selon la théorie actuelle, des groupes ancestraux auraient navigué à partir des iles de l’actuelle Indonésie pour atteindre le Sahul. Puis, par voie terrestre, ils se seraient dispersés sur l’ensemble du continent. Les témoignages archéologiques attestent de l'occupation humaine du site de Madjedbebe dans le Territoire du Nord il y a 65 000 ans ± 6 000 ans, ainsi que de la présence d’habitations humaines en amont de la Swan River, en Australie occidentale, il y a environ 40 000 ans. Le moment exact du peuplement initial reste controversé en raison de la mauvaise conservation de l'environnement aride du Sahul et du relativement petit nombre de séquences archéologiques fiables par rapport à d'autres régions du monde. 
Des preuves génétiques récentes d'Australiens aborigènes et de Papous suggèrent également que ces peuples sont issus d'une population ancestrale commune, divergeant finalement dans leurs groupes génétiques respectifs après un goulot d'étranglement initial, avec peu de preuves d'un flux génétique ultérieur. Alors que les preuves génomiques suggèrent que le peuplement de Sahul est le résultat d'un seul événement de migration, les preuves de l'ADN mitochondrial concluent que la colonisation s'est produite à la fois par les routes du sud (par le Timor) et du nord. Le flux de gènes ultérieur s'est apparemment produit principalement le long des côtes de l'Australie, l'intérieur aride agissant comme une barrière au mouvement.
Selon un modèle établi par des chercheurs, le peuplement de l'ensemble de Sahul se serait produit rapidement dans tous les environnements écologiques en 156–208 générations humaines, ce qui correspond à près de 5 000 ans (env. 4 368 – 5 599 ans). Il semble que la Tasmanie, elle aussi accessible par voie terrestre à l’époque, ait été atteinte vers le XXXe millénaire av. J.-C.. 
La présence d’espèces végétales et animales semblables en Australie, en Nouvelle-Guinée et dans les iles indonésiennes voisines est une autre conséquence de ces anciennes voies de passage terrestre, qui disparurent lorsque le niveau de la mer remonta, à la fin du dernier âge glaciaire. Depuis le VIe millénaire av. J.-C., le niveau de la mer est relativement stable, et recouvre le passage qui reliait autrefois l’Australie à la Nouvelle-Guinée.
Dans la tradition des Aborigènes d'Australie, l’histoire du continent commence avec ce que l’on peut traduire par le « Temps du rêve », un mythe de la création qui raconte l’origine des peuples, des animaux et de la configuration géomorphologique du continent australien (voir aussi l’article Cosmogonie). Les traditions du « Temps du rêve » furent, et sont encore aujourd’hui perpétuées par des chansons et des récits oraux dans toute l’Australie. L’arrivée de Matthew Flinders à Albany (Australie Occidentale) et l’attaque japonaise sur Darwin en 1942 ont été intégrées dans les danses et les cérémonies rituelles, et d’une certaine manière, appartiennent désormais à cette mythologie.

## Conséquences environnementales
La découverte de cendres par les archéologues semble montrer que, durant la période suivant l’arrivée des humains, les incendies se sont multipliés dans l’Australie préhistorique. On suppose que les chasseurs s’en servaient pour rabattre le gibier, pour stimuler la renaissance de la végétation afin d’attirer les animaux, ou pour s’ouvrir un chemin dans des forêts impénétrables. Les régions très densément boisées devinrent des forêts plus clairsemées, et les forêts déjà clairsemées devinrent des prairies. Les espèces résistant au feu devinrent prédominantes : par exemple, les eucalyptus, les acacias et les plantes grasses.
L’évolution de la faune fut plus radicale : la mégafaune australienne disparut très rapidement, ainsi que de nombreuses autres espèces plus petites. On dénombre 60 espèces de vertébrés ainsi exterminées, notamment le groupe des diprotodons (des marsupiaux herbivores de la taille d’un hippopotame), quelques espèces d’oiseaux, des kangourous dont une espèce carnivore, une espèce de lézard mesurant près de cinq mètres, et une tortue aux dimensions comparables à celle d’une petite voiture. La cause directe de ces extinctions en masse n’est pas connue avec certitude : le feu, la chasse, les changements climatiques, ou la combinaison de ces facteurs peuvent être mis en cause, mais on pense généralement que l’intervention de l’homme y a d’une façon ou d’une autre contribué. Sans grands herbivores pour réguler la végétation, et recycler les nutriments du sol dans leurs excréments, l’érosion devint plus rapide et les feux plus destructeurs, faisant ainsi évoluer rapidement le paysage.

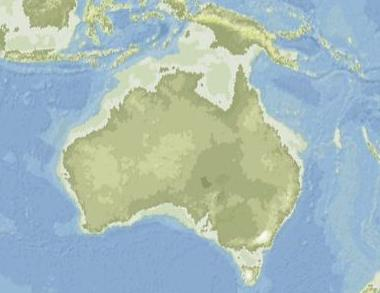
Cette carte montre l'étendue probable des terres émergées en Australie vers le (le niveau de la mer était alors plus bas de 150 m), ainsi que la localisation des glaciers (en blanc, Tasmanie, sud-est de l'Australie).

Il est difficile d’évaluer la population qui habitait l’Australie avant la colonisation européenne. Il existe des hypothèses faisant état d’une population séparée en trois groupes ethniques distincts, ou d’une origine ethnique unique. Cependant, en raison de la politisation de ce problème, la théorie de l’origine unique, qui favorise la solidarité ethnique, a été privilégiée. En fait, il existe assez peu d’éléments permettant d’argumenter dans un sens ou dans l’autre. L’étude du génome n’a pas permis de trancher entre un modèle reposant sur un peuplement par vagues successives et un modèle reposant sur une implantation unique.

## Changement climatique, isolement et contacts
Entre le XVIIIe millénaire av. J.-C. et le XVe millénaire av. J.-C., l’aridité du continent s’accrut ; le climat était plus froid et moins humide qu’aujourd'hui. À la fin du Pléistocène, vers le XIIIe millénaire av. J.-C., l’isthme qui traversait le détroit de Torrès, celui qui reliait l’île Kangourou au continent et la plaine de Bass (qui se trouvait entre l’actuelle province de Victoria et la Tasmanie) furent à nouveau immergés. La fin de l’époque glaciaire fut assez brusque. Pour certains, elle serait évoquée dans les légendes aborigènes : on y trouve des récits évoquant des poissons tombant du ciel et des tsunamis.
Dès lors, les Aborigènes de Tasmanie furent isolés sur le plan géographique. Vers le IXe millénaire av. J.-C., les populations habitant l’île Kangourou et les petites îles du détroit de Bass disparurent.
Les éléments apportés par la linguistique et la génétique permettent d’affirmer que, pendant une longue période, il y a eu des contacts entre les Aborigènes du nord de l’Australie et les populations austronésiennes habitant les iles orientales d'Indonésie, mais l’activité commerciale semble en avoir été le trait dominant, sans qu’il y ait d'unions interethniques, ni de colonisation à proprement parler. Il faut aussi signaler la présence temporaire et localisée d’un habitat austronésien sur la côte nord de l’Australie.

## Culture et techniques
Les 5 000 dernières années furent caractérisées par une amélioration générale du climat, une augmentation de la température et des précipitations, ainsi que le développement d’une culture tribale complexe. Les tribus aborigènes échangeaient principalement des chants, des danses, mais aussi des pierres précieuses, des semences, des armes, de la nourriture… Le type linguistique Pama-Nyunga était présent sur l’ensemble du continent à l’exception du sud-est et de la terre d'Arnhem. On observe également à cette époque une remarquable continuité entre les conceptions religieuses dans toute l’Australie. L’initiation des jeunes gens et des jeunes filles était marquée par des fêtes et des rites particuliers. Les comportements étaient soumis à des règles strictes en ce qui concerne les responsabilités au sein du cercle familial élargi, oncles, tantes, frères, sœurs et belle-famille. Le système de parenté en vigueur dans la plupart des communautés déterminait une division en deux parties, avec des restrictions concernant le mariage entre membres d’une des deux parties de la communauté.
Le pouvoir politique appartenait aux anciens du groupe plutôt qu’à des chefs héréditaires, et les querelles étaient jugées au sein du groupe selon un système complexe de lois tribales. Les vendettas semblent avoir été chose courante, mais la guerre organisée à grande échelle était rare, sans doute en raison des multiples liens de mariage ou de sang entre les individus et les communautés.
Des innovations techniques significatives eurent lieu au cours des 3 000 années qui précédèrent la colonisation. Le quartz était utilisé pour produire des outils et était travaillé avec habileté par les artisans indigènes. Le dingo arriva depuis l’Asie du Sud. Enfin, l’agriculture se développa à petite échelle dans la Victoria occidentale, et la culture de l’igname autour de Geraldton.
On estime généralement qu’en 1606 il y avait environ un demi-million d’Aborigènes australiens (les estimations les plus élevées parlent d’un million d'habitants). Ces populations étaient divisées en groupes culturels et linguistiques distincts. La plupart vivaient de la chasse, et possédaient un riche patrimoine culturel transmis oralement ainsi que des techniques élaborées de gestion des terres (les traces du désastre écologique qui avait succédé aux premières arrivées de population étaient effacées depuis longtemps). Dans les régions les plus fertiles et les plus peuplées, l’habitat était semi-permanent. Dans le Bassin de Murray, l’économie fondée sur la chasse et la cueillette que l’on retrouvait partout ailleurs sur le continent avait en grande partie cédé la place à la pisciculture.
On ne sait pas grand-chose du nombre originel des peuples aborigènes et de la diversité de leurs cultures et de leurs langues. Comme sur le continent américain, les maladies véhiculées par les marins européens décimèrent les populations indigènes bien avant que la plupart des peuples soient entrés en contact avec les colons. À l’époque du débarquement de James Cook, il aurait pu exister jusqu’à 500 tribus parlant plusieurs centaines de langues.

## Contacts avec les peuples non-australiens
Les peuples vivant sur la côte nord du continent (région de Kimberley, terre d'Arnhem, golfe de Carpentaria et cap York) ont eu de nombreuses visites durant des millénaires. Les personnes et les biens circulaient aisément entre l’Australie et la Nouvelle-Guinée avant la disparition de l’isthme qui les reliait en raison de la montée du niveau de la mer, il y a 6000 ans. Cependant, le commerce et les échanges culturels se poursuivirent à travers le détroit de Torres, large de 150 km mais où la navigation était aisée grâce aux multiples iles qui le parsèment et aux récifs qui affleurent en de nombreux points. Les iles étaient peuplées par des populations de culture mélanésienne, et les interactions continuèrent donc par cette voie. Les déplacements traditionnels entre Australie, Nouvelle-Guinée et Indonésie rendent plausible la thèse selon laquelle des marchands chinois et arabes auraient visité le rivage nord du continent dès le IXe siècle. Certaines figures de Bradshaw (en), dans la région de Kimberley, semblent également attester du passage d’Indiens aux alentours du début de l’ère chrétienne (même si les plus anciennes datent de plus de 17 000 ans).
Les pêcheurs indonésiens "Bajini" venus des Moluques ont pêché au large des côtes australiennes pendant des siècles. Les marchands de Sulawesi fréquentaient régulièrement le rivage nord de l’Australie pour y pêcher des holothuries revendues par la suite aux Chinois, qui les appréciaient beaucoup, et ce au moins depuis le début du XVIIe siècle.
Les échanges culturels semblent avoir été intenses, comme en témoignent les peintures sur rocher et sur écorce des Aborigènes, l’introduction de technologies comme les canots creusés dans un tronc d’arbre, le tabac, la pipe, du vocabulaire venu de Sulawesi, mais aussi la présence de personnes d’origine malaise au sein des communautés aborigènes australiennes, et inversement.